# Ankh (zespół muzyczny)
Ankh – polski zespół muzyczny założony w 1991, którego bazą twórczości jest rock progresywny. Jego nazwa pochodzi od starożytnego symbolu egipskiego – krzyża życia, atrybutu bogów, talizmanu przywracającego równowagę ciała i duszy.

## Muzycy
Obecny skład zespołu
- Piotr Krzemiński – gitara elektryczna, śpiew
- Krzysztof Szmidt – gitara basowa
- Michał Pastuszka – instrumenty klawiszowe, gitara elektryczna
- Jan Prościński – perkusja, instrumenty perkusyjne
- Joanna Chudyba[1] – skrzypce
- Janek Rusin – perkusja, instrumenty perkusyjne

Byli członkowie zespołu
- Dominik Bieńczycki – skrzypce
- Andrzej Rajski – perkusja, instrumenty perkusyjne
- Łukasz Lisowski – altówka
- Michał Jelonek – skrzypce
- Adam Rain – perkusja, instrumenty perkusyjne
- Jacek Gabryszek – perkusja, instrumenty perkusyjne
- Ernest Gaweł – instrumenty klawiszowe

## Historia
Zespół powstał w 1991 roku w Kielcach. Na początku występował w składzie: Piotr Krzemiński, Krzysztof Szmidt, Jacek Gabryszek i Michał Jelonek. Pierwszym sukcesem grupy było zdobycie głównej nagrody na II Rock Festiwalu w Kielcach w lipcu 1993. Miesiąc później zespół wystąpił na festiwalu w Jarocinie, na którym otrzymał niemal całą pulę nagród: II nagrodę jury, nagrodę dziennikarzy, nagrodę głównego sponsora, nagrodę wytwórni Mega Czad – kontrakt na nagranie płyty – i najważniejszą dla zespołu – nagrodę publiczności.
W lutym 1994 roku ukazała się debiutancka kaseta zespołu – „Ankh”, a cztery miesiące później płyta kompaktowa (tzw. „Czarna”). Była hitem zarówno artystycznym, jak i komercyjnym (sprzedana w ponad 70 tys. egzemplarzy).
Na kolejnym, i jak się później okazało – ostatnim, Festiwalu Jarocin '94 grupa wystąpiła już w charakterze gościa. Specjalnie na okoliczność tego występu została wydana kaseta z materiałem akustycznym zatytułowana „Ankh – Koncert akustyczny”.
W styczniu 1995 roku pojawiła kolejna płyta zespołu – „Ziemia i Słońce”.
W latach 1995 i 1996 zespół dwukrotnie został laureatem Złotego Bączka, czyli nagrody publiczności festiwalu Przystanek Woodstock.
27 lutego 2008 grupa Ankh otrzymała nagrodę Ministra Kultury i Dziedzictwa Narodowego „Zasłużony dla Kultury Polskiej”. Nagroda została wręczona na otwarciu targów Kultura i Edukacja w Sali Konferencyjnej Targów Kielce. Tego samego dnia odbył się specjalny, transmitowany na żywo, koncert Ankh w Radiu Kielce.
W 2018, po 15 latach nieobecności na rynku wydawniczym, ukazał się ich kolejny album „Tu jest i tam jest” z gościnnym udziałem Michała Jelonka nakładem B-Ton studio. Na płycie znajdują się utwory zerejestrowane w latach 2004–2017, wydanie płyty zostało sfinansowane przez Urząd Miasta Kielce i Zarząd Województwa Świętokrzyskiego.

## Dyskografia
- Ankh (1994)[9]
- Koncert akustyczny 1994 (1994)
- Ziemia i Słońce (1995)[10]
- ... będzie tajemnicą (1998)[11]
- Expect Unexpected (2003)[12]
- Live In Opera '95 (2004)[13]
- Cachaca: Live At Rio Artrock Festival 99 (2006)[14]
- Tu jest i tam jest (2018)[15]